# Rembrandt Research Project

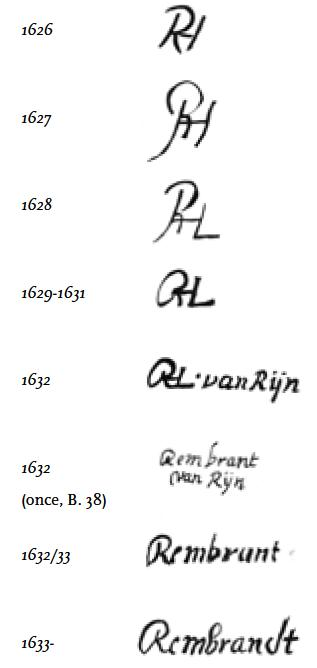
Signatures de Rembrandt selon les années.

Le Rembrandt Research Project (RRP, littéralement, « Projet de recherche sur Rembrandt ») est un groupe de spécialistes néerlandais qui s'est donné comme mission de répertorier et de valider les œuvres du peintre néerlandais Rembrandt. Le RRP a commencé son travail en 1968 et a décidé de suspendre ses activités une première fois en 2011, faute de subventions, puis définitivement en 2014.
Selon Holm Bevers en 1991, après une période où l'intérêt pour les gravures de Rembrandt a décliné, son œuvre peint étant davantage mis en avant, de même que la gravure de reproduction en général, les travaux du Rembrandt Research Project permettent de changer ce regard.
L'intégralité de la base de données constituée a été transférée au RKD.

## Publications
- VV. AA., A Corpus of Rembrandt Paintings[3]:
  - Volume I, 1629-1631, 1982 (sur les premières années à Leiden)  (ISBN 90-247-2614-X)
  - Volume II, 1621-1634, 1986  (ISBN 90-247-3339-1)
  - Volume III, 1635-1642, 1989  (ISBN 90-247-3781-8)
  - Volume IV, E. van de Wetering (dir.), Self-Portraits, 2005 (sur les autoportraits de Rembrandt)  (ISBN 1-4020-3280-3)
  - Volume V, E. van de Wetering (dir.), The Small-Scale History Paintings, 2010  (ISBN 978-1-4020-4607-0)
  - Volume VI, E. van de Wetering (dir.), Rembrandt’s Paintings Revisited, A Complete Survey, 2014  (ISBN 978-94-017-9173-1)
    - Réédition du volume VI en 2017  (ISBN 978-94-024-1027-3).